# Rong Hao
Dans ce nom chinois, le nom de famille, Rong, précède le nom personnel.
Rong Hao, né le 7 avril 1987 à Wuhan en Chine, est un footballeur international chinois. Il joue actuellement dans le championnat chinois du Shanghai Greenland Shenhua FC en prêt du Guangzhou Evergrande ainsi que dans l'équipe nationale chinoise.

## Biographie

### Carrière en club
Il participe à la Coupe du monde des clubs de la FIFA 2013 avec le club du Guangzhou Evergrande, jouant trois matchs : contre Al-Ahly Le Caire, le Bayern Munich et enfin l'Atlético Mineiro. Son équipe termine à la quatrième place.

### Carrière en équipe nationale
Rong Hao est convoqué pour la première fois en sélection par le sélectionneur national Gao Hongbo le 1er juin 2009 lors d'un match contre l'Iran (victoire 1-0).
Il dispute une coupe d'Asie en 2011. Il joue trois matchs lors de l'édition 2011 : contre le Koweït, le Qatar et enfin l'Ouzbékistan.
Il participe également à deux coupes d'Asie de l'Est en 2010 et 2013. Il joue enfin un match comptant pour les éliminatoires de la coupe du monde 2014.
Au total il compte 43 sélections en équipe de Chine depuis 2009.

## Palmarès

### En club
- Avec le Guangzhou Evergrande
  - Vainqueur de la Ligue des champions de l'AFC en 2013
  - Champion de Super League en 2012, 2013, 2014, 2015, 2016 et 2017
  - Vainqueur de la Coupe de Chine en 2012
  - Vainqueur de la Supercoupe de Chine en 2012

### En sélection
- Vainqueur de la Coupe d'Asie de l'Est en 2010